# ان‌جی‌سی ۷۰۴۱
ان‌جی‌سی ۷۰۴۱ (انگلیسی: NGC 7041) یک کهکشان عدسی شکل است که در فاصله ۸۰ میلیون سال نوری از زمین در صورت فلکی هندی واقع شده است. کهکشان NGC 7041 توسط اخترشناس جان هرشل در ۷ ژوئیه ۱۸۳۴ کشف شد.
کهکشان NGC 7041 بخشی از کهکشان های سه گانه سند است که شامل کهکشان نزدیک NGC 7049 و کهکشان NGC 7029 است.